# فرودگاه منطقه‌ای سن لویس ولی
فرودگاه منطقه‌ای سن لویس ولی (به انگلیسی: San Luis Valley Regional Airport) (به زبان بومی: Bergman Field) یک فرودگاه همگانی با کد یاتا ALS است که یک باند فرود آسفالت دارد و طول باند آن ۲۵۹۷ متر است. این فرودگاه در کشور ایالات متحده آمریکا قرار دارد و در ارتفاع ۲۲۹۷٫۹ متری از سطح دریا واقع شده است.